# 埃夫納 (伊利諾伊州)
埃夫納（英語：Effner）是位於美國伊利諾伊州易洛魁縣與印地安納州牛頓縣的一個非建制地區。該地的面積和人口皆未知。

## 地理
埃夫納的座標為40°46′14″N 87°31′34″W / 40.77056°N 87.52611°W，而該地的平均海拔高度為207米（即679英尺）。